# Autorenspiel
Autorenspiele sind moderne Gesellschaftsspiele (Brettspiele und Kartenspiele), die von Spieleautoren erdacht werden und die hinsichtlich Thematik, Umsetzung und Gestaltung bestimmte Charakteristika erfüllen. Meistens werden die Autoren auch auf der Spieleschachtel genannt. Dies ist bei klassischen Gesellschaftsspielen wie Halma, Mensch ärgere Dich nicht, Risiko, Monopoly, Cluedo und Scrabble nicht der Fall. Die Übergänge zwischen Autorenspielen im engen Sinne und anderen von einem namentlich bekannten Schöpfer entworfenen Brett- und Kartenspielen wie beispielsweise denen der 3M Company (Twixt, Oh-Wah-Ree) sind teilweise fließend. Die Einordnung eines bestimmten Spiels ist deshalb nicht immer eindeutig möglich.

## Autoren

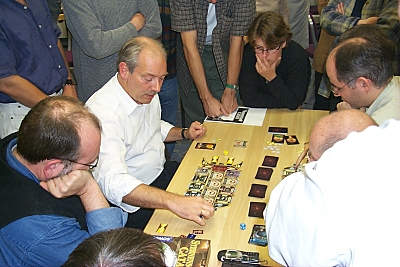
Klaus Teuber

Einer der bekanntesten Spieleautoren der Welt ist Klaus Teuber, der mit dem Spiel Die Siedler von Catan einen Meilenstein des Autorenspiels entwickelt hat. Weitere bekannte Spiele von Klaus Teuber sind Adel verpflichtet, Barbarossa und die Rätselmeister, Entdecker und Löwenherz. Unter den wichtigsten hauptberuflichen Spieleautoren sind ansonsten noch Reiner Knizia (Einfach Genial, Euphrat & Tigris, Der Herr der Ringe, King Arthur), Dirk Henn (Der Palast von Alhambra, Showmanager), Klaus-Jürgen Wrede (Carcassonne) und der oft mit anderen Autoren zusammenarbeitende Wolfgang Kramer (Auf Achse, El Grande, Heimlich & Co., 6 nimmt!, Tikal, Torres) zu nennen. Insbesondere Reiner Knizia und Wolfgang Kramer sind bereits länger sehr erfolgreich aktiv und haben beide eine dreistellige Zahl an Spielen erfunden. Zu den bekanntesten nicht-deutschen Spieleautoren gehören der 2002 verstorbene Amerikaner Sid Sackson (Acquire) und sein 2004 ebenfalls verstorbener Landsmann Alex Randolph (Sagaland), der in den USA lebende Brite Alan R. Moon (Elfenland, Zug um Zug), der Franzose Bruno Faidutti (Ohne Furcht und Adel), der Tscheche Vlaada Chvátil (Codenames, Space Alert) und der Italiener Leo Colovini (Inkognito). Gut 700 Spieleautoren (Stand: Dezember 2024) haben sich unter dem Namen Spiele-Autoren-Zunft zu einer Interessenvertretung zusammengeschlossen, welche sich für die Rechte der Autoren und das Kulturgut Spiel einsetzt, Weiterbildungsmöglichkeiten anbietet und unter anderem das jährliche Spieleautorentreffen in Göttingen organisiert.
Die Liste der Spiele eines bestimmten Autors wird als seine Ludographie bezeichnet.
Für eine Liste von relevanten Spieleautoren siehe auch: Kategorie:Spieleautor

## Entwicklung

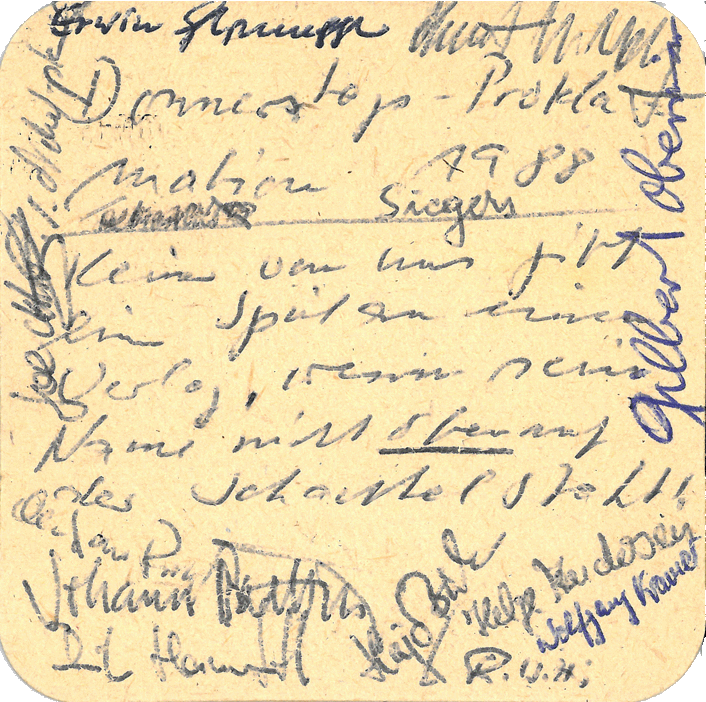
Bierdeckel-Proklamation von 1988: „Keiner von uns gibt ein Spiel an einen Verlag, wenn sein Name nicht oben auf der Schachtel steht.“

Autorenspiele haben in den letzten Jahrzehnten deutlich an Popularität gewonnen, was zu einer immer besseren Qualität führte und mit einer zunehmenden Professionalisierung bei der Entwicklung und Vermarktung verbunden war. Die oben genannten Eigenschaften haben sich dabei im Lauf der Zeit entwickelt. Der derzeitige Boom dieser Spiele begann etwa 1980. 1988 verlangten deutsche Spieleautoren auf der Spielwarenmesse in Nürnberg dieselbe Anerkennung ihrer Autorenschaft wie Buchautoren. In einer „Bierdeckel-Proklamation“ genannten Erklärung vereinbarten sie, nur noch Verträge zu akzeptieren, die die Namensnennung auf der Schachtel garantieren.
Eines der ersten erfolgreichen Spiele aus dieser Zeit ist Civilization, ein weiteres Scotland Yard. Letzteres ist vom Spielmechanismus her ungewöhnlich, da ein Einzelspieler gegen die anderen miteinander kooperierenden Mitspieler spielt. Einen Meilenstein in der Geschichte der Autorenspiele stellt das Spiel Die Siedler von Catan von Klaus Teuber dar, das seit seinem Erscheinen im Jahr 1995 eine überragende Popularität erreicht hat. Dieses Spiel hat viele Menschen an das Hobby Gesellschaftsspiele herangeführt und somit dazu beigetragen, Gesellschaftsspiele als eine weit verbreitete Freizeitbeschäftigung auch für Erwachsene zu etablieren.
Des Weiteren hat Klaus Teuber mit diesem Spiel den Trend initiiert, im Laufe der Zeit Erweiterungen zu einem Spiel zu veröffentlichen. Weitere Spiele, die mittlerweile eine Reihe von Erweiterungen aufweisen, sind Der Palast von Alhambra, Carcassonne und das Kartenspiel Bohnanza. Uwe Rosenberg, Autor von Bohnanza, orientiert sich dabei mit einigen seiner Erweiterungen in humorvoller Weise an den Erweiterungen zu Die Siedler von Catan. In den letzten Jahren sind einige Spiele auch in neuen Varianten erschienen, die bei einem ähnlichen Mechanismus wie das Originalspiel ein neues Thema aufweisen. Dies betrifft zum Beispiel Die Jäger und Sammler und Die Stadt als Varianten von Carcassonne oder Abenteuer Menschheit, das auf dem Mechanismus von Die Siedler von Catan basiert.
Weiterhin gefördert wurde die Popularisierung dieser Spiele durch die Einführung der Auszeichnungen Spiel des Jahres und Deutscher Spiele Preis. Der seit 1979 vergebene Preis Spiel des Jahres ist ein Kritikerpreis, der durch eine Jury aus Fachjournalisten vergeben wird. Neben dem Hauptpreis Spiel des Jahres wird seit 2001 auch ein Kinderspiel des Jahres und seit 2011 auch ein Kennerspiel des Jahres gewählt. Sowohl die Auszeichnung selbst als auch die Nominierung beziehungsweise die Aufnahme auf die Auswahlliste werden von den Herstellern für Werbezwecke verwendet. Insbesondere der Hauptpreis steigert die Popularität dieser Spiele erheblich und führt zu einer immensen Steigerung der Verkaufszahlen. Der „Deutsche Spiele Preis“ wird seit 1990 vergeben und ist ein Fachpublikumspreis. Die Entscheidung erfolgt durch eine Abstimmung, an der informierte Spieler, Fachjournalisten und Händler teilnehmen. Dabei wird ein Ranking mit Platzierungen von eins bis zehn veröffentlicht. Seit 1992 wird auch hier zusätzlich zum Hauptpreis das beste Kinderspiel gewählt. Seit 2001 wird in einer Haupt- und sechs weiteren Kategorien der österreichische Spielepreis Spiel der Spiele vergeben, und seit 2002 in drei Kategorien der Schweizer Spielepreis. Die Spielezeitschrift Fairplay verleiht seit 1991 den „à la carte Kartenspielpreis“ für das beste Kartenspiel des Jahres.
Beim Preis Spiel des Jahres wurde mit dem Spiel Dominion im Jahr 2009 erstmals ein Kartenspiel ausgezeichnet, beim Deutschen Spiele Preis gelang dies 6 nimmt im Jahr 1994. Gewinner sowohl des „Spiel des Jahres“ als auch des „Deutschen Spielepreises“ waren bisher die Spiele Adel verpflichtet (1990) und Die Siedler von Catan (1995) von Klaus Teuber, El Grande (1996) von Wolfgang Kramer und Richard Ulrich, Tikal (1999) von Wolfgang Kramer und Michael Kiesling und Carcassonne (2001) von Klaus-Jürgen Wrede. Die bisher kommerziell erfolgreichsten Autorenspiele inklusive ihrer Erweiterungen und Abwandlungen sind Die Siedler von Catan und Carcassonne. Sie sind seit ihrem Erscheinen in Millionenauflagen produziert und verkauft worden.

## Internationale Verbreitung
Autorenspiele sind insbesondere in Deutschland sehr populär. In Australien wird Deutschland als das Hollywood des Brettspiels gesehen („The 'Hollywood' for modern board games is Germany where family gaming is very popular“). Eine große Vielfalt ist nicht nur in spezialisierten Brettspielläden zu finden, Autorenspiele haben auch einen festen Platz in Spielwarenläden und Kaufhäusern. In Deutschland finden auch die beiden international wichtigsten Veranstaltungen für Autorenspiele statt, und zwar die Nürnberger Spielwarenmesse und die Internationalen Spieletage in Essen.
In den USA wird der Markt von großen Firmen dominiert, die ihre Spiele vornehmlich über Fernsehwerbung verkaufen. Autorenspiele im engeren Sinne bilden noch eine Nische, wobei die entsprechende Hobbyszene jedoch seit einigen Jahren stark anwächst. Dieser Anstieg der Popularität ist vor allem durch die Vernetzung über das Internet begründet. Seit einigen Jahren gibt es Firmen, die aufgrund der wachsenden Nachfrage Originalspiele aus Europa importieren und zusammen mit Regelübersetzungen ausliefern. Sehr populäre Spiele liegen mittlerweile auch in lizenzierten englischsprachigen Versionen vor.
Auch in den Niederlanden ist der Autorenspielemarkt stark im Wachstum begriffen. Vor allem Lizenzprodukte aus Deutschland treffen dort auf eine von Jahr zu Jahr größere Käuferschicht und haben auch ihren Weg in die Kaufhäuser gefunden. Spiele werden den Interessenten auf vielen Veranstaltungen direkt erklärt, so dass eine zum Teil große Hürde beim Spielekauf, das Erlernen der Regeln, entfällt.
In Südkorea ist das Spielen in sogenannten Spielecafés zurzeit eine Modeerscheinung, die mit anderen Freizeitbeschäftigungen wie Kinobesuch oder Kneipenbesuch konkurriert.
In Japan sind deutsche Spiele so beliebt, dass Takuya Ono dazu ein Buch mit dem Titel Doitsu Game de Shoo! veröffentlicht hat, in dem er 66 Spiele vorstellt, die beim Spiel des Jahres, Kinderspiel des Jahres, Deutschen Spiele Preis und à la carte Kartenspielpreis ausgezeichnet wurden. Ferner werden die Spieleautoren Wolfgang Kramer, Klaus Teuber, Reiner Knizia, Alan R. Moon, Andreas Seyfarth und Michael Schacht porträtiert.

## Spiele-Verlage
- Adlung-Spiele
- AMIGO Spiel + Freizeit GmbH
- Avalon Hill
- Goldsieber Spiele
- Hans im Glück Verlag
- Heidelberger Spieleverlag
- Kosmos Verlag
- Queen Games
- Pegasus Spiele
- Ravensburger
- Winning Moves

### Informationen und Rezensionen (sortiert nach Alter und Sprache)
- Luding – Die Spieledatenbank Luding
- Spielbox Online
- games we play – Die Brettspiele-Seite
- Die Pöppelkiste
- BoardGameGeek – Die Spieledatenbank BoardGameGeek (englischsprachig)